# Jajjal
Jajjal é uma cidade e Conselho da União do distrito de Kasur, na província de Panjabe, no Paquistão. Faz parte de Chunian Tehsil e está localizado a uma altitude de 177 metros (583 pés).